# Feiertage in Sierra Leone
Dies ist eine Übersicht über die landesweiten Feiertage in Sierra Leone.
Der „Bank and Public Holiday Act“ schreibt unter anderem auch vor, dass wenn ein Feiertag in Sierra Leone auf einen Sonntag fällt, der darauf folgenden Montag ein gesetzlicher Feiertag ist. Zudem können zusätzliche Feiertage jeweils für ein Jahr durch den Präsidenten festgesetzt werden. Dies war unter anderem regelmäßig der Fall am 18. Februar, dem „Tag der Armee“ (englisch Armed Forces Day).
| Datum        | Bezeichnung                                         |
| ------------ | --------------------------------------------------- |
| 1. Januar    | Neujahrstag New Years Day                           |
| 18. Februar  | Tag der Armee Armed Forces Day                      |
| 8. März      | Internationaler Frauentag International Women's Day |
| 27. April    | Unabhängigkeitstag Independence Day                 |
| 25. Mai      | Afrikatag Africa Day                                |
| 25. Dezember | Weihnachten Christmas Day                           |
| 26. Dezember | Weihnachtstag Boxing Day                            |

## Bewegliche Feiertage
| Bezeichnung                       | Beschreibung          |
| --------------------------------- | --------------------- |
| Karfreitag Good Friday            | Christlicher Feiertag |
| Ostermontag Easter Monday         | Christlicher Feiertag |
| Christi Himmelfahrt Ascension Day | Christlicher Feiertag |
| Eid ul-Fitr                       | Muslimischer Feiertag |
| Eid ul-Adha                       | Muslimischer Feiertag |
| Maulid an-Nabī                    | Muslimischer Feiertag |